# Луханка
Луханка (фин. Luhanka) — община в провинции Центральная Финляндия, Финляндия. Общая площадь территории — 313,25 км², из которых 98,73 км² — вода.

## Демография
На 31 января 2011 года в общине Луханка проживало 828 человек: 428 мужчин и 400 женщин.
Финский язык является родным для 99,64 % жителей, шведский — для 0,12 %. Прочие языки являются родными для 0,24 % жителей общины.
Возрастной состав населения:
- до 14 лет — 10,51 %
- от 15 до 64 лет — 52,54 %
- от 65 лет — 37,32 %

Изменение численности населения по годам:
| Год  | Численность |
| ---- | ----------- |
| 1980 | 1389        |
| 1990 | 1165        |
| 2000 | 936         |
| 2010 | 831         |
| 2011 | 828         |